# Knut Lindberg
Knut Andreas Lindberg (* 2. Februar 1882 in Göteborg; † 6. April 1961 ebenda) war ein schwedischer Leichtathlet, der zu Beginn des 20. Jahrhunderts sowohl im Fünfkampf als auch in Einzeldisziplinen wie Sprint und Speerwurf aktiv war. Bei einer Körpergröße von 1,79 m betrug sein Wettkampfgewicht 72 kg.
Er nahm an den Olympischen Zwischenspielen 1906 in Athen, an den Olympischen Spielen 1908 in London und an den Olympischen Spielen 1912 in Stockholm teil.
1906 in Athen wurde er Sechster im Fünfkampf mit 37 Punkten (Punktvergabe nach Platzierung in den Einzelwettbewerben) und im 100-Meter-Lauf mit 11,8 Sekunden. Im Speerwurf wurde im so genannten „Freistil“ geworfen, bei dem das Speerende mit den Fingerspitzen geführt wurde. Der damaligen Regel zufolge waren nur die drei Bestplatzierten nach der Qualifikation für die drei Finaldurchgänge zugelassen. In Athen, wo insgesamt 15 Werfer an den Start gingen, kamen alle drei Finalisten aus Schweden: Eric Lemming, Knut Lindberg und Bruno Söderström. Lindberg holte sich mit 45,12 m die Silbermedaille hinter Lemming (Gold mit 53,90 m) und vor Söderström (Bronze mit 44,92 m).
Zwei Jahre später in London schied Knut Lindberg über 100 Meter, über 200 Meter und in der gemischten Staffel jeweils im Vorlauf aus. Im „Freistil“-Speerwurf erreichte er ebenfalls nicht das Finale.

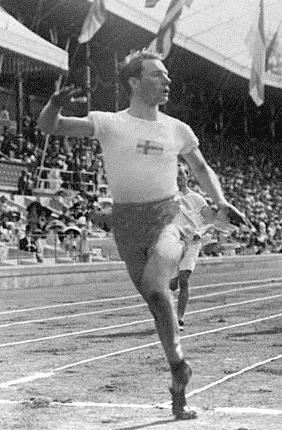
Knut Lindberg, 1912

Bei den Spielen in Stockholm vor heimischem Publikum schied er über 100 Meter in 11,1 Sekunden in der Vorentscheidung aus. Über 200 Meter verpasste er in 22,4 Sekunden ebenfalls das Finale. Mit der schwedischen 4-mal-100-Meter-Staffel erreichte er das Finale. Die schwedische Staffel gewann in 42,6 Sekunden Silber hinter der britischen Staffel in 42,4 Sekunden. Die deutsche Staffel überquerte nach ebenfalls 42,4 Sekunden als Erste die Ziellinie, wurde aber wegen eines Wechselfehlers disqualifiziert.